# Tovarnjak (ö i Kroatien)
Tovarnjak är en ö i Kroatien.   Den ligger i länet Šibenik-Knins län, i den södra delen av landet, 230 km söder om huvudstaden Zagreb. 